# Kjenndalsbreen
Kjenndalsbreen is een zijarm van de gletsjer Jostedalsbreen gelegen ten zuiden van het meer Lovatnet bij Loen in de gemeente Stryn in de Noorse provincie Vestland.
Bij de gletsjer bevindt zich ook een waterval.